# Ceriscoides
Ceriscoides es un género con doce especies de plantas de flores perteneciente a la familia Rubiaceae. Es originario de los trópicos de  Asia y Hainan.

## Taxonomía
El género fue descrito por (Hook.f.) Tirveng. y publicado en Bulletin du Muséum d'Histoire Naturelle, Sér. 3, Botanique 35: 13. 1978. La especie tipo es: Ceriscoides turgida (Roxb.) Tirveng.

## Especies aceptadas
A continuación se brinda un listado de las especies del género Ceriscoides aceptadas hasta mayo de 2015, ordenadas alfabéticamente. Para cada una se indica el nombre binomial seguido del autor, abreviado según las convenciones y usos.	
- Ceriscoides campanulata (Roxb.) Tirveng.
- Ceriscoides celebica Azmi
- Ceriscoides curranii (Merr.) Tirveng.
- Ceriscoides howii H.S.Lo
- Ceriscoides imbakensis Azmi
- Ceriscoides kerrii Azmi
- Ceriscoides mamillata (Craib) Tirveng.
- Ceriscoides parvifolia Azmi
- Ceriscoides perakensis (King & Gamble) K.M.Wong
- Ceriscoides sessiliflora (Wall. ex C.B.Clarcke) Tirveng.
- Ceriscoides turgida (Roxb.) Tirveng.